# I dinosauri
I dinosauri (Dinosaurs) è una serie televisiva con personaggi in costume, trasmessa negli Stati Uniti dal 1991 al 1994. Fu prodotta da Michael Jacobs Productions e Jim Henson Television in associazione con Walt Disney Television.
La serie racconta le vicende di una famiglia di dinosauri antropomorfi, i Sinclair. Il cognome dei personaggi è probabilmente un omaggio al popolare dinosauro mascotte della Sinclair Oil.
In Italia la serie è andata in onda su Rai 1 dal 1992, il pomeriggio, nei contenitori Big!, Uno per tutti e Solletico; successivamente è stata trasmessa su Rai 2 la mattina, all'interno di contenitori come Piccole e grandi storie, Quante storie! e Domenica Disney.

## Trama
La serie è ambientata nell'era mesozoica, nel supercontinente Pangea. È incentrata sulla famiglia Sinclair: Earl, Fran e i loro figli Robbie, Charlene e Baby. Earl si occupa di abbattere alberi nell'azienda guidata dal suo capo Bradley P. Richfield. Gli argomenti trattati sono una trasposizione in chiave satirica dei costumi contemporanei.

## Episodi
La serie si compone di quattro stagioni, per un totale di 65 episodi della durata di 25 minuti circa. L'ultimo episodio, il numero 65, fa vedere che non ci sarà una continuazione in quanto, a causa di improvvisi cambiamenti climatici della Terra, su quest'ultima si abbatte una violentissima era glaciale che durerà in eterno. Nell'ultima scena dell'ultimo episodio, il giornalista del telegiornale dice che l'era glaciale continuerà quasi in eterno e, dopo aver salutato gli spettatori, parte il frame che segna la fine delle trasmissioni TV, delineando anche la fine del mondo dei Dinosauri.
| Stagione         | Episodi | Prima TV USA | Prima TV Italia |
| ---------------- | ------- | ------------ | --------------- |
| Prima stagione   | 5       | 1991         | 1992            |
| Seconda stagione | 24      | 1991-1992    |                 |
| Terza stagione   | 22      | 1992-1993    |                 |
| Quarta stagione  | 14      | 1994         | 1995            |

## Personaggi e interpreti

### La famiglia Sinclair
- Earl Sinclair, interpretato da Stuart Pankin (voce), doppiato da Franco Zucca.
Il capofamiglia, è il marito di Fran, il padre di Robbie, Charlene e Baby, e il genero di Ethyl. Il suo nome completo è Earl Sneed Sinclair, ma lui non sopporta che lo si dica. Lavora come tagliaboschi (o meglio, "spingi-alberi", nel senso che li abbatte spingendoli) alla WESAYSO, azienda di legname gestita da B.P.Richfield ed è lui a portare il denaro a casa. Come aspetto è simile ad un Megalosaurus con una testa più piccola. Veste una camicia rossa a quadri neri. In tutte le puntate dice la sua frase iniziale "Tesoro, sono a casa!".
- Fran Sinclair, interpretata da Jessica Walter (voce), doppiata da Renata Biserni.
È la moglie di Earl, la madre di Robbie, Charlene e Baby, e la figlia di Ethyl, è quella che si occupa di tutte le faccende di casa. Moglie esemplare e madre amorevole. Come aspetto, nello show si è sentito dire che fosse un Allosaurus, ma la conformazione della testa e del corpo ricordano più quelle di un Dilophosaurus. Indossa un maglione rosa con una camicetta bianca e sotto la cintola porta un grembiule giallo a quadri bianchi. Il suo cognome da nubile è Phillips.
- Robbie Sinclair, interpretato da Jason Willinger (voce), doppiato da Alessandro Quarta.
Il primogenito, è il figlio di Earl e Fran, il fratello maggiore di Charlene e Baby, e il nipote di Ethyl, ricalcato sul modello del figlio punk ribelle (come evidenziato dalle sporgenze che ha sulla testa), Robbie ha due interessi: lo sport e le ragazze. Indossa il classico maglione da quarterback e ai piedi un paio di scarpe Bright Red Sneakers, il che lo rende uno dei pochi personaggi della serie che indossa le scarpe. Il suo aspetto ricorda quello di un Hypsilophodon.
- Charlene Sinclair, interpretata da Sally Struthers (voce), doppiata da Stella Musy.
La secondogenita e unica figlia femmina, e la figlia di Earl e Fran, la sorella minore di Robbie, la sorella maggiore di Baby, e la nipote di Ethyl, e quella verso la quale sia Earl che Fran sono più apprensivi, ha i tipici problemi da ragazza adolescente, tra cui la scuola e i ragazzi. Il suo aspetto è quello di un dinosauro visto in modo abbastanza generico, anche se molti hanno stabilito che si tratta di un Protoceratops. Indossa un maglione di colore viola e porta un braccialetto d'oro al braccio destro.
- Baby Sinclair, interpretato da Kevin Clash (voce), doppiato da Stella Musy.
L'ultimo arrivato, è il figlio di Earl e Fran, il fratello minore di Robbie e Charlene, e il nipote di Ethyl. Proprio quando il fratello e la sorella stanno per farsi una propria vita, arriva l'uovo che porta il piccolo Baby, che già si fa riconoscere appena nato, sbucando dall'uovo come se fosse uno gnomo di una scatola a molla. Curioso e molto sicuro di sé, è il perno attorno al quale ruotano molte delle avventure della famiglia Sinclair. Il suo bersaglio preferito è suo padre Earl, al quale ne combina di tutti i colori (dal picchiarlo con un tegame fino a mordergli la testa) e gli ricorda puntualmente che "Non è la mamma!" (frase che diventò il suo tormentone), anche se in fondo in fondo gli vuole molto bene (quando lo abbraccia e lo chiama "Papino", Earl si intenerisce e lo stringe a sé). In un episodio, dopo un'abbuffata di zucchero, gli spunta un corno d'oro in fronte e viene bollato dal Consiglio Degli Anziani (dei dinosauri incappucciati) come il Dinosauro Eletto, anche se poi il corno si rivelò essere una sorta di malessere passeggero e Baby tornò alla vita di sempre. Da questo si pensava prima che Baby fosse un cucciolo di Ceratosaurus, ma poi si è visto come in realtà fosse un cucciolo di Megalosaurus in quanto abbastanza simile a Earl. Il successo di Baby Sinclair fu tale che il personaggio ebbe una propria canzone dal titolo I'm The Baby, Gotta Love Me che divenne anche la sigla di chiusura a partire dalla seconda stagione.

### Personaggi secondari
- Roy Hess, interpretato da Sam McMurray (voce), doppiato da Vittorio Amandola.
Un Tyrannosaurus Rex collega di Earl, nonché suo migliore amico. Ha l'abitudine di chiamare Earl "Rimbalzella".
- B.P.Richfield, interpretato da Sherman Hemsley (voce), doppiato da Gianni Musy.
Il direttore della WESAYSO, l'azienda per la quale lavorano Earl e Roy. È un Triceratops che però ha delle corna che lo fanno sembrare più uno Styracosaurus. Dal temperamento burrascoso, a volte deve far fronte alle richieste di Earl e degli altri suoi colleghi e nonostante sembri un capo spietato, ha un suo lato buono (come quando, nell'episodio "Il Possente Megalosauro", licenziò in tronco Earl per poi riassumerlo il giorno seguente). Indossa una camicia bianca a righe nere, delle bretelle e dei pantaloni di colore grigio.
- Nonna Ethyl Phillips, interpretata da Florence Stanley (voce), doppiata da Elsa Camarda.
È la madre di Fran, la suocera di Earl, e la nonna materna di Robbie, Charlene e Baby, di aspetto è un Edmontonia che è venuta a vivere con i Sinclair. Si accanisce molto su Earl, il suo cognome da nubile è Hinkleman.

## Edizioni home video
Gli episodi della serie TV furono pubblicati in videocassetta comprendenti tutte le 4 stagioni. Successivamente uscirono 3 edizioni in DVD, esclusivamente per il mercato statunitense.

## Opere derivate

### Fumetti
La serie è stata adattata a fumetti, in due edizioni uscite nel 1992 e nel 1993 negli Stati Uniti.
- Dinosaurs n.1
  - Citizen Robbie
  - The Flying Fool
  - Nana Ethyl´s Dinosaur Tails: King Earl and the Knights of the Buffet Table
  - Nana Ethyl´s Dinosaur Tails: Baby and the Beanstalk
- Dinosaurs n.2
  - Invasion of the Dino-Snatchers
  - The Pest Years of Our Lives

### Album
Nel 1992 viene pubblicato negli Stati Uniti un CD contenente 12 tracce, intitolato Dinosaurs Big Songs.